# Howard Lassoff
Howard Alan Lassoff (in ebraico האווי לאסוף‎?; Filadelfia, 15 ottobre 1955 – Wynnewood, 7 febbraio 2013) è stato un cestista statunitense naturalizzato israeliano, professionista in Israele.

## Carriera
Con Israele ha disputato i Campionati mondiali del 1986 e due edizioni dei Campionati europei (1983, 1987).

## Palmarès
- Campionato israeliano: 6

Maccabi Tel Aviv: 1981-82, 1982-83, 1983-84, 1984-85, 1985-86, 1986-87
- Coppa di Israele: 5

Maccabi Tel Aviv: 1981-82, 1982-83, 1984-85, 1985-86, 1986-87